# Vysoké napětí (film)
Vysoké napětí (v anglickém originále The Current War) je americký historický film. Natočil jej režisér Alfonso Gomez-Rejon podle scénáře Michaela Mitnicka. Hráli v něm Benedict Cumberbatch, Michael Shannon, Nicholas Hoult, Tom Holland, Katherine Waterston a další. Pojednává o tzv. válce proudů mezi Thomasem Edisonem (Cumberbatch) a Georgem Westinghousem (Shannon). Původně měl snímek režírovat Timur Bekmambetov, později se ohledně režie jednalo s Benem Stillerem, ale nakonec práci dostal Gomez-Rejon.
Natáčení filmu začalo v prosinci 2016. Premiéra filmu proběhla 9. září 2017 na Torontském mezinárodním filmovém festivalu. Do kin měl film vstoupit koncem roku 2017, ale kvůli Weinsteinově aféře z toho prozatím sešlo.